# Karl Müller-Franken
Karl Müller-Franken (* 31. Januar 1874 in Berlin; † 9. Februar 1927 ebenda) war ein deutscher Volkswirt und Politiker.

## Leben
Karl Müller-Franken studierte an der Universität München und schloss sich hier dem Corps Agronomia München an. Später, mit Abschluss des Schwarzen Kartells im Jahre 1921, wurde er auch Angehöriger des RSC-Corps Saxonia-Berlin. Nach dem Studium betätigte er sich zunächst als Schriftsteller. Als Sekretär des Hansabundes gründete und leitete er den Ausschuss für freie Nahrungsmittelwirtschaft. Der Reichsverband Deutscher Milchhändler-Vereine ernannte ihn zu seinem volkswirtschaftlichen Berater und später zu seinem Syndikus.
In seiner Funktion als Sekretär des Hansabundes kam er mit Hermann Drewitz und Franz Holzamer zusammen und gehörte mit diesen 1920 zu den Gründern der Wirtschaftspartei. Am 12. Juli 1920 wurde er in die Berliner Stadtverordnetenversammlung gewählt und übernahm 1921 den Fraktionsvorsitz der Wirtschaftspartei. Am 7. Dezember 1924 erfolgte seine Wahl in den Preußischen Landtag als Abgeordneter des Wahlkreises Berlin. Als Vorsitzender des Verkehrsausschusses des Landtages trat er für das moderne Verkehrswesen ein und erkannte früh die Bedeutung des Luftverkehrs. In gewerblichen und Mittelstandsfragen genoss er parteiübergreifende Anerkennung. Er war Vorstandsmitglied des preußischen Städtetages und förderte als solches die Schaffung der neuen Städteordnung. Er starb an den Folgen einer Kopfgrippe.

## Schriften
- Die Bewegung des erwerbstätigen Mittelstandes. In: Das Gewissen, 3. Jahrgang, Heft 48, 28. November 1921, S. 2 f.
- Die zukünftige Milchversorgung der großen Städte, Hamburg, 1925.